# إيست ناساو (نيويورك)
إيست ناساو (بالإنجليزية: East Nassau, New York) هي منطقة سكنية تقع في الولايات المتحدة في مقاطعة رينسيلير، نيويورك. يقدر عدد سكانها بـ 587 نسمة ومساحتها 12.7 كم2 وترتفع عن سطح البحر 174 متر.تقع قرية إيست ناساو في الجزء الشرقي من مدينة ناساو على طول حدود بلدة Stephentown بطريقي 20 و 66.

## التركيبة السكانية
حدّد مكتب تعداد الولايات المتحدة بيانات التركيبة السكانية لإيست ناساو في تعداد الولايات المتحدة. في ما يلي، التركيبة السكانية حسب تعدادي 2000 و2010. عُرف سكانه الأصليينلأول مرة باسم "شيرمرهورن" بعد أن كان ساكنًا في وقت مبكر. تم دمج شرق ناسو كقرية في عام 1998

### تعداد عام 2000
بلغ عدد سكان إيست ناساو 571 نسمة بحسب تعداد عام 2000، وبلغ عدد الأسر 216 أسرة وعدد العائلات 151 عائلة مقيمة في القرية. في حين سجلت الكثافة السكانية 45.2 نسمة لكل كيلومتر مربع (117.1/ميل2). وبلغ عدد الوحدات السكنية 255 وحدة بمتوسط كثافة قدره 20.2 لكل كيلومتر مربع (52.3/ميل2).
وتوزع التركيب العرقي للقرية بنسبة 96.32% من البيض و0.88% من الأمريكيين الأفارقة و1.58% من الأمريكيين ذوي الأصول الآسيوية و0.18% من الأعراق الأخرى و1.05% من عرقين مختلطين أو أكثر و0.88% من الهسبانيون أو اللاتينيون من أي عرق.
بلغ عدد الأسر 216 أسرة كانت نسبة 36.1% منها لديها أطفال تحت سن الثامنة عشر تعيش معهم، وبلغت نسبة الأزواج القاطنين مع بعضهم البعض 60.2% من أصل المجموع الكلي للأسر، ونسبة 5.6% من الأسر كان لديها معيلات من الإناث دون وجود شريك، بينما كانت نسبة 4.2% من الأسر لديها معيلون من الذكور دون وجود شريكة وكانت نسبة 30.1% من غير العائلات. تألفت نسبة 23.6% من أصل جميع الأسر من عدة أفراد يعيشون في نفس المنزل ونسبة 9.3% كانت تتألف من شخص يعيش بمفرده يبلغ من العمر 65 عاماً أو أكثر. وبلغ متوسط حجم الأسرة المعيشية 2.64، أما متوسط حجم العائلات فبلغ 3.18.
بلغ العمر الوسطي للسكان 38.2 عاماً. وكانت نسبة 28.4% من القاطنين تحت سن الثامنة عشر، وكانت نسبة 4% بين الثامنة عشر والرابعة والعشرين عاماً، ونسبة 30.1% كانت واقعةً في الفئة العمرية ما بين الخامسة والعشرين والرابعة والأربعين عاماً، ونسبة 22.1% كانت ما بين الخامسة والأربعين والرابعة والستين، ونسبة 15.4% كانت ضمن فئة الخامسة والستين عاماً فما فوق. يوجد لكل 100 أنثى 100.4 ذكر، ويوجد لكل 100 أنثى في الثامنة عشر من عمرها فما فوق 96.6 ذكر.
بلغ متوسط دخل الأسرة في القرية 42,250 دولارًا، أما متوسط دخل العائلة فبلغ 48,125 دولارًا. وكان متوسط دخل الذكور 35,750 دولارًا مقابل 30,893 دولارًا للإناث. وسجل دخل الفرد الخاص بالقرية 24,740 دولارًا. وكانت نسبة 2.7% من العائلات ونسبة 7.9% من السكان تحت خط الفقر، وكان من هؤلاء نسبة 9.4% تحت سن الثامنة عشر ونسبة 6% في الخامسة والستين من العمر وما فوق.

### تعداد عام 2010
بلغ عدد سكان إيست ناساو 587 نسمة بحسب تعداد عام 2010، وبلغ عدد الأسر 227 أسرة وعدد العائلات 153 عائلة مقيمة في القرية. في حين سجلت الكثافة السكانية 46.5 نسمة لكل كيلومتر مربع (120.4/ميل2). وبلغ عدد الوحدات السكنية 266 وحدة بمتوسط كثافة قدره 21.1 لكل كيلومتر مربع (54.6/ميل2).
وتوزع التركيب العرقي للقرية بنسبة 94.72% من البيض و1.70% من الأمريكيين الأفارقة و0.34% من الأمريكيين الأصليين و1.36% من الأمريكيين ذوي الأصول الآسيوية و0.68% من الأعراق الأخرى و1.19% من عرقين مختلطين أو أكثر و2.39% من الهسبانيون أو اللاتينيون من أي عرق.
بلغ عدد الأسر 227 أسرة كانت نسبة 34.4% منها لديها أطفال تحت سن الثامنة عشر تعيش معهم، وبلغت نسبة الأزواج القاطنين مع بعضهم البعض 52.9% من أصل المجموع الكلي للأسر، ونسبة 9.3% من الأسر كان لديها معيلات من الإناث دون وجود شريك، بينما كانت نسبة 5.3% من الأسر لديها معيلون من الذكور دون وجود شريكة وكانت نسبة 32.6% من غير العائلات. تألفت نسبة 26.4% من أصل جميع الأسر من عدة أفراد يعيشون في نفس المنزل ونسبة 11.9% كانت تتألف من شخص يعيش بمفرده يبلغ من العمر 65 عاماً أو أكثر. وبلغ متوسط حجم الأسرة المعيشية 2.59، أما متوسط حجم العائلات فبلغ 3.10.
بلغ العمر الوسطي للسكان 41.7 عاماً. وكانت نسبة 25.2% من القاطنين تحت سن الثامنة عشر، وكانت نسبة 5.8% بين الثامنة عشر والرابعة والعشرين عاماً، ونسبة 24.2% كانت واقعةً في الفئة العمرية ما بين الخامسة والعشرين والرابعة والأربعين عاماً، ونسبة 31.7% كانت ما بين الخامسة والأربعين والرابعة والستين، ونسبة 13.1% كانت ضمن فئة الخامسة والستين عاماً فما فوق. وتوزع التركيب الجنسي للسكان بنسبة 51.3% ذكور و48.7% إناث.